# Евро-
«евро-» — префиксоид (корень сложносокращённых слов на правах приставки), в русском языке передающий семантику Европы: её геополитики («Еврорегион», «европарламент»), денежной единицы («еврозаём»), а также просто высокого качества («евроремонт»). Последнее значение, непереводимое на иностранные языки, связано с употреблением слова «европейский» в связи с особыми достоинствами, которое сложилось уже в XVIII веке.
Префиксоид «евро-» в сложных словах стал одной из причин образования зафиксированного в 2008 году прилагательного «евровый» («евровый счёт»).
В финансовой терминологии «евро-» часто имеет смысл «зарубежный», так, «евродоллары» — это американские доллары, хранимые в банках за пределами США. Такое употребление — дань исторической традиции: доллар за пределами США поначалу держали на счетах в европейских банках, еврооблигации (появившиеся задолго до евро) размещались в валютах стран Европы.